# Bułgarska Giełda Papierów Wartościowych
Bułgarska Giełda Papierów Wartościowych (bułg. Българска фондова борса, ang. Bulgarian Stock Exchange) – giełda papierów wartościowych w Bułgarii; zlokalizowana w stolicy kraju – Sofii.